# باداباددا
باداباددا (به لاتین: Badabadda) یک منطقهٔ مسکونی در سری‌لانکا است که در استان جنوبی (سری‌لانکا) واقع شده‌است.